# نيقولا ألفونسي
نيقولا ألفونسي (بالفرنسية: Nicolas Alfonsi) هو سياسي فرنسي، ولد في 13 أبريل 1936 في فرنسا. حزبياً، نشط في حزب اليسار الراديكالي.

## مناصب
- انتخب عضو في البرلمان الأوروبي عن دائرة فرنسا لترشحه ضمن قائمة حزب اليسار الراديكالي، وقد انضم خلال فترته النيابية (1 سبتمبر 1981 – 23 يوليو 1984) للكتلة البرلمانية التحالف التقدمي للاشتراكيين والديمقراطيين.
- انتخب نائب فرنسي عن دائرة دائرة كورسيكا الجنوبية 1986 - 1988 ‏ خلال فترته النيابية  [لغات أخرى]‏ (2 أبريل 1986 – 14 مايو 1988).
- انتخب نائب فرنسي عن دائرة الدائرة الأولى لكورسيكا الجنوبية [الإنجليزية]‏ خلال فترته النيابية  [لغات أخرى]‏ (2 يوليو 1981 – 1 أبريل 1986).
- انتخب عضو مجلس الشيوخ الفرنسي.
- انتخب رئيس بلدية بيانة [الإنجليزية]‏ (1962 – 18 مارس 2001).
- انتخب نائب فرنسي عن دائرة الدائرة الأولى لكورسيكا 1958-1978  [لغات أخرى]‏ خلال فترته النيابية  [لغات أخرى]‏ (2 أبريل 1973 – 2 أبريل 1978).